# Calle Court–Borough Hall (metro de Nueva York)
La Calle Court–Borough Hall es un complejo de estaciones del metro de la ciudad de Nueva York compartidas por Línea de la Séptima Avenida-Broadway, la Línea Eastern Parkway, y la Línea de la Cuarta Avenida. La estación se llama Calle Court en las líneas IRT y en el Borough Hall de las líneas BMT. Se localiza en la intersección de las calles, Court, Joralemon y Montague en el centro de Brooklyn, y funciona con los servicios de las líneas:
- Todo el tiempo con los Trenes 2 y 4.
- Durante horas pico con los trenes 5 y M.
- Siempre excepto en medianoche con los trenes 3 y R.
- N trains late nights.

## Línea de la Séptima Avenida–Broadway
La estación Borough Hall en la línea Broadway–Séptima Avenida tiene dos plataformas, cada una al sur de las vías del ferrocarril. Los trenes con rumbo al norte usan las vías altas de los trenes con rumbo al sur, y en la Línea Eastern Parkway con rumbo al norte posee una rampa accesible para personas en silla de ruedas. En las paredes de la estación se encuentra un mosaico grande mostrando una imagen del ayuntamiento de Borought y con las palabras de «Borough Hall».

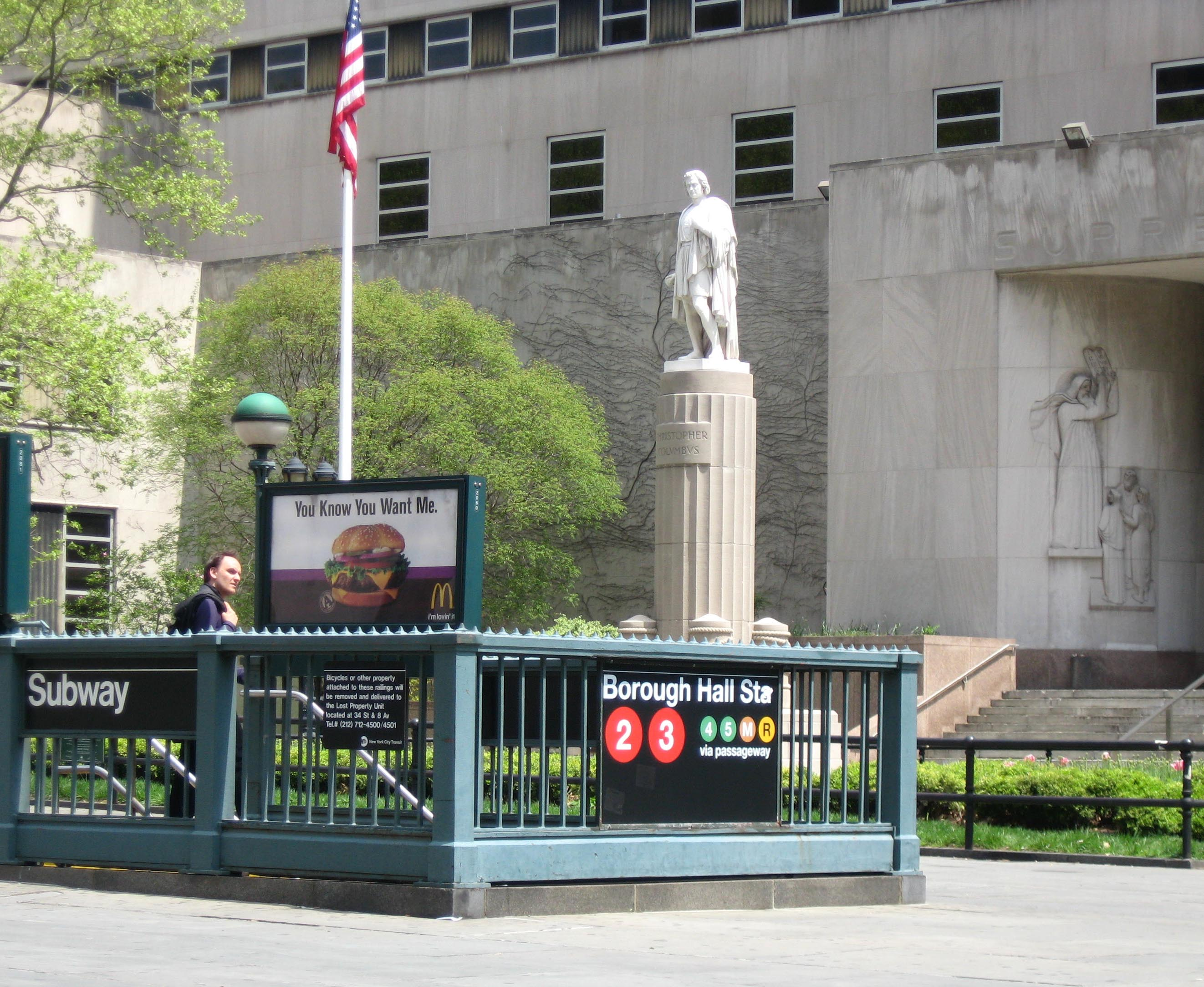
Escaleras en Columbus Park.

## Línea Eastern Parkway
Borough Hall, en la línea Eastern Parkway, tiene dos vías y dos plataformas laterales. Esta fue la primera estación subterránea en Brooklyn, y abrió en 1908 como la terminal de la extensión de la división IRT en Brooklyn. Y Proveyó un acceso fácil para la línea de la Calle Fulton y la línea de la Avenida Myrtle del Tránsito Rápido de Brooklyn, aunque se tenía que pagar un pasaje por separado para poder usarla.
La estación consiste en dos plataformas, una en cada lado de las dos vías de la línea, , y una calle sin salida de al menos un tercio de su longitud. solo el lado de la estación con rumbo al norte tiene accesibilidad para personas discapacitadas, ya que es la conexión con la estación Borough Hall de la Línea de la Séptima Avenida-Broadway.

## Línea de la Cuarta Avenida
La Calle Court es una estación en la línea de la Cuarta Avenida. La estación profunda con dos vías y una sola plataforma central. En la parte oeste de esta área se encuentran dos elevadores hacia la calle Clinton y en la parte este de la estación, se encuentran varias escaleras que llegan a hacia la calle Court y ahí hay un punto de transferencia hacia la línea Broadway-Séptima Avenida y las plataformas de la línea Eastern Parkway Line.

## Conexiones
- Línea Flatbush–Prospect Park hacia Prospect Park.
- Línea Flatbush–Séptima Avenida hacia Greenwood Cemetery y Ninth Avenue Depot.
- Línea de la Calle Hicks hacia Erie Basin.
- Línea de la Calle Rogers hacia Flatbush.
- Línea St. Johns Place hacia Ocean Hill.
- Línea de la Tercera Avenida hacia Fort Hamilton.
- Línea de la 16.ª Avenida hacia New Utrecht.

Otras líneas que pasan por Borough Hall y que también sirven a la línea son:
En la calle Court
- Línea de la Calle Court hacia Gowanus.
- Línea de la Avenida Flatbush hacia Bergen Beach.
- Línea Greenpoint hacia Greenpoint (también en la calle Joralemon).
- Línea de la Calle Montague hacia Wall Street Ferry.
- Línea de la Calle Unión hacia Greenwood Cemetery, Ninth Avenue Depot, y Coney Island.

En la calle Fulton
- Línea de la Avenida DeKalb hacia Ridgewood.
- Línea de la Calle Fulton hacia Cypress Hills.
- Línea de las avenidas Greene y Gates hacia Ridgewood.
- Línea de la Avenida Myrtle hacia Ridgewood.
- Línea de la Avenida Putnam hacia Ridgewood.

En la calle Joralemon
- Línea Crosstown hacia Erie Basin y Long Island City.
- Línea Erie Basin hacia Erie Basin.

El 7 de abril de 1930, la Corporación de tránsito de Brooklyn y Manhattan eliminó una curva que generaba mucho tráfico. Varias líneas tuvieron que ser movida hacia una curva en la calle Washington al norte de la calle Tillary o en las manecillas del reloj hacia la calle Livingston, calle Court, calle Joralemon, calle Fulton, y Boerum Place.
Las rutas de autobuses que actualmente tienen servicio con las líneas:
- B25 hacia Fulton Ferry y East New York vía Calle Fulton.
- B37 hacia Fort Hamilton vía la Tercera avenida.
- B38 hacia Ridgewood vía Avenida Lafayette y la avenida DeKalb.
- B41 hacia Marine Park y Bergen Beach vía Avenida Flatbush.
- B45 hacia Ocean Hill vía Avenida Atlantic y la Calle St. Johns Place
- B51 hacia Bajo Manhattan vía el Puente de Manhattan.
- B52 hacia Ridgewood vía Avenida Greene y la Avenida Gates.
- B57 hacia Maspeth vía Avenida Flushing.
- B65 hacia Ocean Hill vía la Calle Dean y la Calle Bergen.
- B103 hacia Canarsie vía Prospect Expressway.